# Верулидзе, Сабрие Алиевна
Сабрие Алиевна Верулидзе (1927 год, село Квирике, АССР Аджаристан, ССР Грузия — 1976 год, село Квирике, Кобулетский район, Грузинская ССР) — колхозница колхоза имени газеты «Комунисти» Кобулетского района, Грузинская ССР. Герой Социалистического Труда (1949).

## Биография
Родилась в 1927 году в крестьянской семье в селе Квирике, АССР Аджаристан. После окончания местной начальной сельской школы трудилась рядовой колхозницей на чайной плантации в колхозе имени газеты «Комунисти» Кобулетского района.
В 1948 году собрала 6250 килограмм чайного листа на участке площадью 0,5 гектара. Указом Президиума Верховного Совета СССР от 29 августа 1949 года удостоена звания Героя Социалистического Труда за «получение высоких урожаев кукурузы, табака и картофеля в 1949 году» с вручением ордена Ленина и золотой медали «Серп и Молот» (№ 4619).
Этим же Указом званием Героя Социалистического Труда были награждены труженики колхоза имени газеты «Комунисти» звеньевая Айша Хасановна Грдзелидзе, колхозницы Хемиде Хушутовна Верулидзе, Мерико Мамудовна Джинджарадзе и Раика Мухамедовна Шавишвили.
После выхода на пенсию проживала в родном селе Квирике. Умерла в 1976 году.